# Малый Гавриков переулок
Ма́лый Га́вриков переу́лок — небольшая улица в центре Москвы в Басманном районе между улицами Фридриха Энгельса и Большой Почтовой.

## Происхождение названия
Выделен в конце XIX века из Гаврикова переулка под современным названием. Название XIX века, дано по фамилии одного из домовладельцев. Первоначально Гаврикова улица и Малый Гавриков переулок составляли один переулок, который именовался также Гавриковским переулком — по фамилии местного домовладельца.

## Описание
Малый Гавриковский переулок начинается от улицы Фридриха Энгельса и является как бы продолжением Спартаковской площади, образуя стрелку с Волховским переулком, проходит на восток над тоннелем Третьего транспортного кольца и заканчивается на Большой Почтовой в месте её перехода в Малую.

## Примечательные здания и сооружения

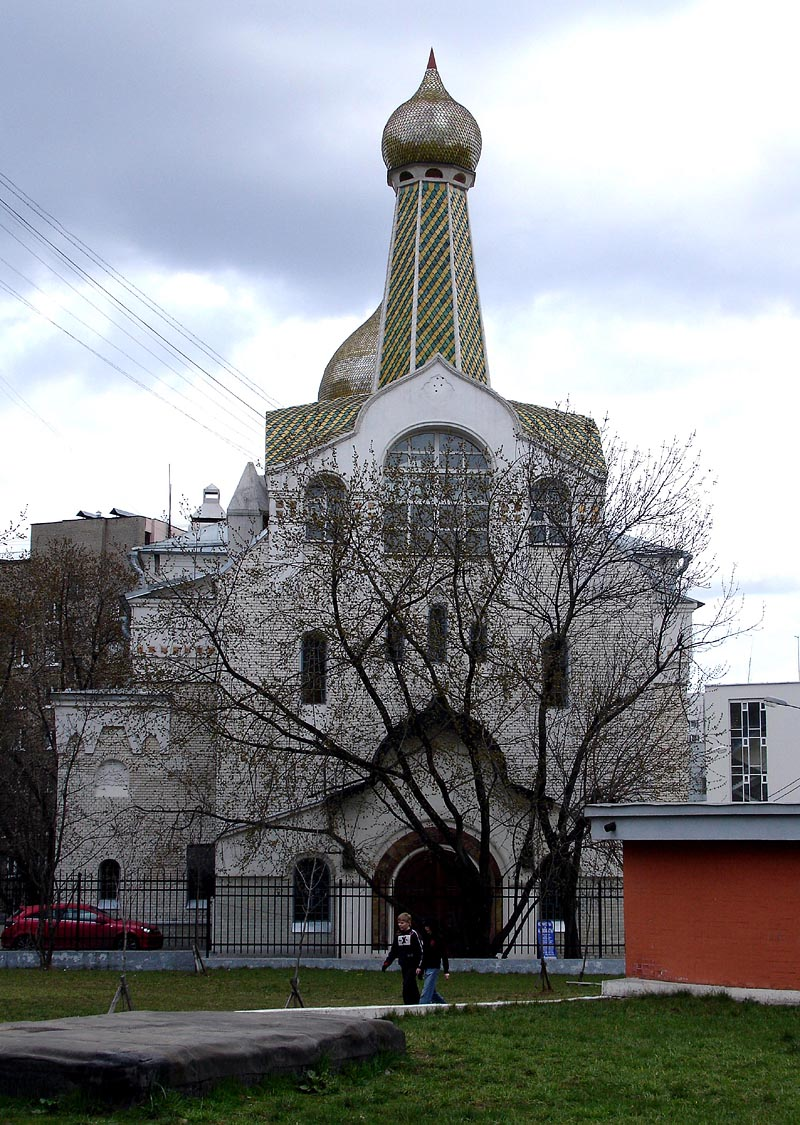
№ 29. Покрово-Успенская старообрядческая церковь. Вид от улицы Фридриха Энгельса.

Малый Гавриков переулок имеет очень небольшую протяженность, и в настоящее время нумерацию по нему имеет единственное здание — церковь Покрово-Успенской старообрядческой общины.
- № 29 — Покрово-Успенская старообрядческая церковь (архитектор И. Е. Бондаренко, 1911)[1]. В советское время в здании церкви находилось спортивное общество «Спартак», на первом этаже секция бокса, на втором — вольной борьбы. В 2004—2009 годах проведена реставрация здания (архитектор О. И. Журин)[2].